# Categoria lèxica
Una categoria lèxica és aquella categoria gramatical en què els mots suporten la major part del significat de la frase, en oposició a categories on els seus components aporten únicament matisos flexius. El tipus de paraula que s'inclou dins les categories lèxiques varia en funció de la llengua. En català es consideren categories lèxiques els noms, els adjectius, els verbs i alguns adverbis. Tots ells, menys l'adverbi pertanyen a la classe oberta de mots. Aquestes paraules tenen un lexema que té sentit per ell sol, sense necessitat d'un context, ja que evoca un concepte a la ment de forma directa. Per exemple "taula" està associat a un objecte determinat que apareix a la ment quan s'usa aquesta paraula, perquè pertany a una categoria lèxica, mentre que en dir "aquest" el concepte evocat no és clar, requereix una altra paraula per a representar-se.